# Министерство геологии РСФСР
Министерство геологии РСФСР — министерство по координации вопросов разведки и добычи полезных ископаемых на территории Российской Советской Федеративной Социалистической Республике, в составе Совета министоров РСФСР. Действовало в период с 1965 года по 1987 год.

## История
Функции министерства по делам геологии в России выполняли:
- Геологический комитет России (1882—1930).
- Общесоюзные комитеты и министерства.
- Главное управление геологии и охраны недр при Совете Министров РСФСР (Главгеология; с 1957)
- Государственный производственный геологический комитет Совета Министров РСФСР (Госгеолкомитет РСФСР)
- Министерство геологии РСФСР (Мингео РСФСР; с 1965).[3]

В 1965 году были созданы министерства геологии в союзных республиках, в том числе в РСФСР.
Министерство геологии РСФСР в соответствии с Конституцией РСФСР было союзно-республиканским министерством РСФСР и в своей деятельности подчинялось как Совету Министров РСФСР, так и Министерству геологии СССР.
В 1987 году министерство было реорганизовано обратно в Государственный производственный геологический комитет Совета Министров РСФСР.
Современный аналог — Министерство природных ресурсов и экологии Российской Федерации.

## Руководство

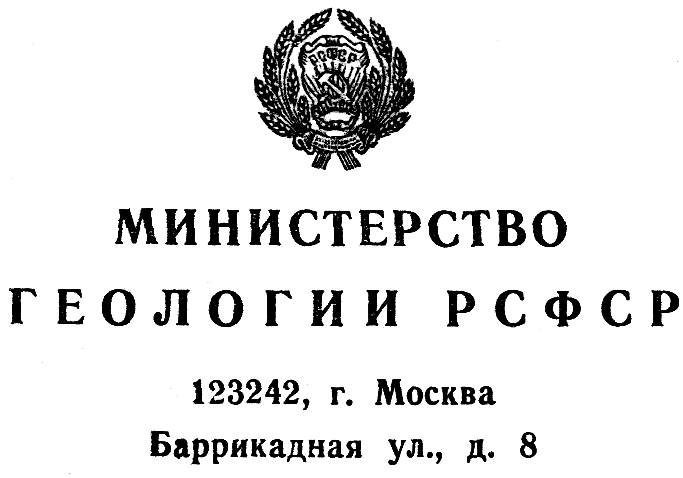
Мингео РСФСР, 1970

Министры геологии РСФСР по году назначения:
1. 1965 — Горюнов, Сергей Васильевич (1902—1983)
2. 1970 — Ровнин, Лев Иванович (1928—2014)

1987 — должность упразднена.